# کداک زد۷۱۲ آی‌اس زوم
کداک زد۷۱۲ آی‌اس زوم (به انگلیسی: Kodak Z712 IS ZOOM digital camera) یک دوربین عکاسی ساخت شرکت کداک است.